# Lewa

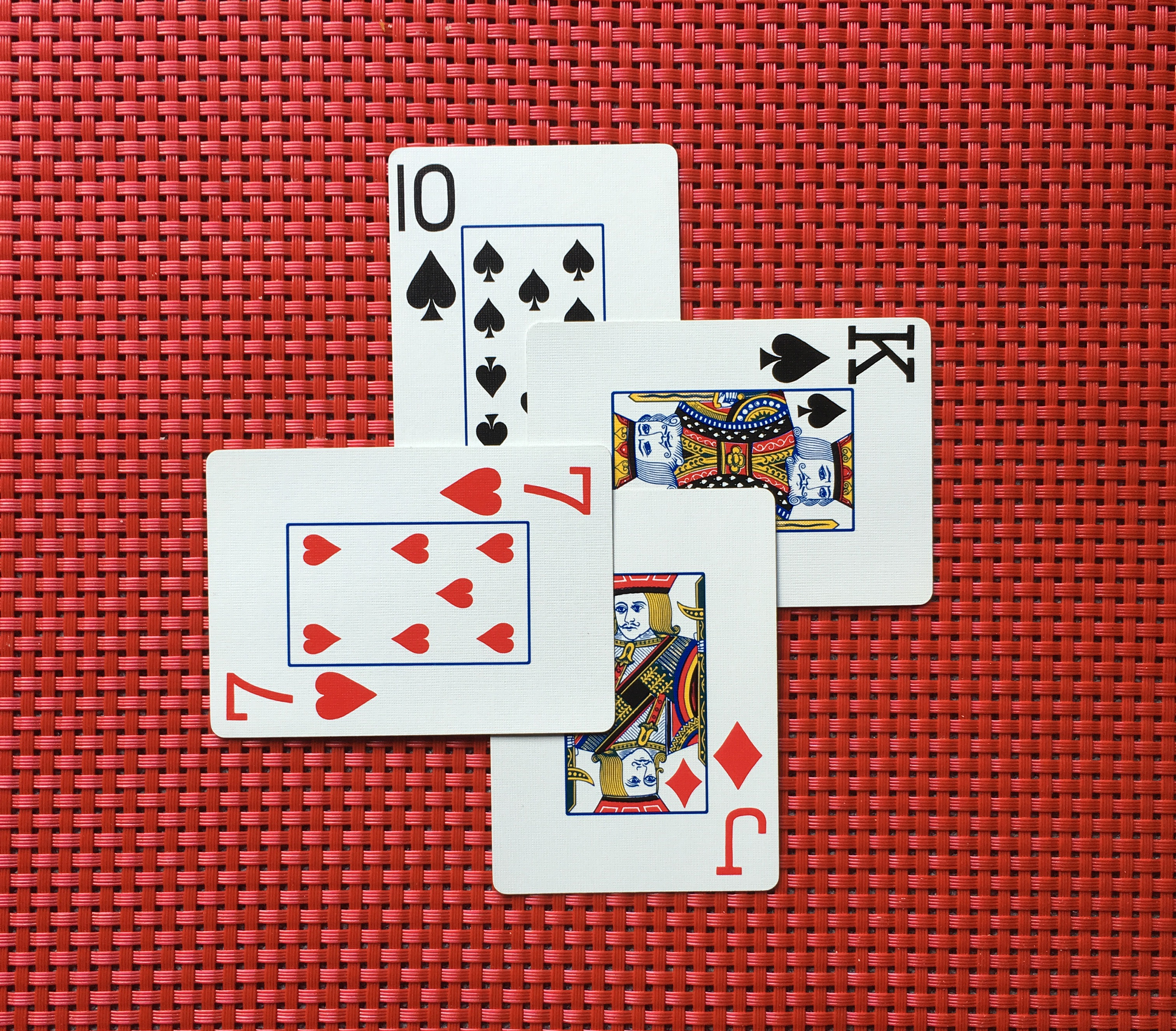
Cztery karty tworzące lewę w brydżu.

Lewa (czasem też bitka, wziątka lub sztych) – zestaw kilku kart wyłożonych pojedynczo przez wszystkich graczy w jednej "rundzie". 
Lewa jest zabierana przez gracza, który dołożył najbardziej wartościową kartę i zwykle odwracana koszulką do góry. Najbardziej wartościową kartą w lewie jest najstarszy atut lub też, jeżeli w lewie nie ma atutów, najstarsza karta w kolorze pierwszej zagranej karty. Gracz, który zdobył lewę wychodzi do następnej lewy itd.  

## Gry z braniem lew
Gry, które polegają na braniu lew stanowią bardzo dużą rodzinę gier karcianych. Należą do nich gry takie jak brydż, wist, tysiąc. Zwykle istnieje w nich obowiązek dokładania do koloru tzn. gracz musi, o ile to możliwe, dołożyć kartę w takim samym kolorze jak pierwsza karta w lewie. Cel w tych grach może być różny: może to być zebranie jak największej liczby lew, przy czym nieistotne jest jakie karty znajdują się w lewach (w grach takich jak brydż, czy 500). Może to być zebranie lew z wysoko punktowanymi kartami (w grach takich jak tysiąc, czy tressette). Może to być też unikanie brania określonych kart (w grach takich jak kierki).
Zobowiązanie do wzięcia określonej liczby lew lub ugranie określonej liczby punktów nazywane jest deklaracją lub kontraktem.
W gry ze zbieraniem lew gra się pojedynczo (np. kierki), w stałych parach (np. brydż) lub w zmiennych drużynach (np. tarok).